# Ţ
Ţ, ţ – litera alfabetu łacińskiego używana w języku gagauskim do oddania dźwięku [t͡s]. Jest także używana w niektórych językach Afryki Zachodniej do oddania dźwięku [ʈ].

## Przecinek i cedylla
Język rumuński używa litery Ț z przecinkiem na dole. Mimo to, ze względu na fakt, że dopiero wersja Unicode 3.0 wprowadziła rozróżnienie między przecinkiem a cedyllą, wiele tekstów i czcionek, myląc przecinek z cedyllą, błędnie stosuje literę Ţ.